# Mönchenhöfe
Mönchenhöfe ist ein Ort im Landkreis Wittenberg in Sachsen-Anhalt (Deutschland), unmittelbar gelegen an der Schwarzen Elster.

## Geographische Lage
Mönchenhöfe liegt ca. 35 km südöstlich der Lutherstadt Wittenberg, und etwa 15 km nordwestlich von Herzberg (Elster).

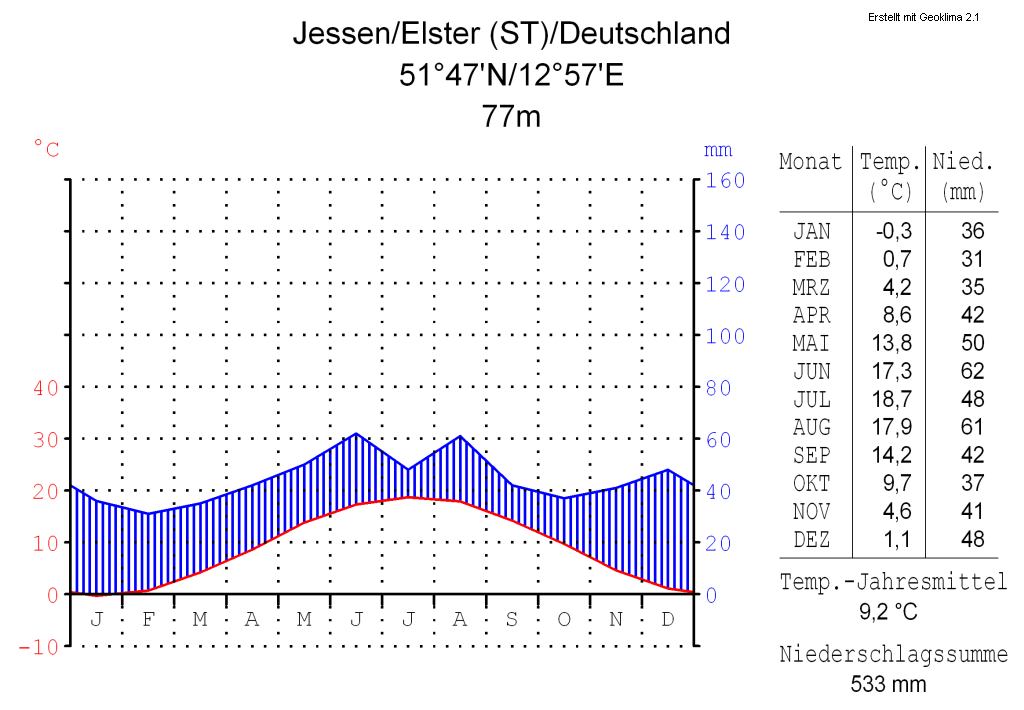

Mönchenhöfe liegt in der kühl-gemäßigten Klimazone. Die nächsten Wetterstationen liegen westlich in Jessen (Elster) und östlich auf dem Flugplatz Holzdorf. Der Monat mit den geringsten Niederschlägen ist der Februar, der niederschlagsreichste der Juni. Die mittlere jährliche Lufttemperatur beträgt an der etwa 12 Kilometer westlich gelegenen Wetterstation Jessen 9,2 °C.

## Geschichte
Prämonstratensermönche des Klosters Gottes Gnaden bei Calbe an der Saale erwarben im Jahr 1177 an der Schwarzen Elster 60 Hufen Land und eine Holzabladestelle, um Bauholz für den Klosterbau zu gewinnen. Aus diesem Grund errichteten sie zwischen der Schwarzen Elster und der Kremitz einen Wirtschaftshof, um in den Wäldern beiderseits der Kremitz Holz schlagen zu können. Später entstand aus diesem Wirtschaftshof das Dorf Mönchenhöfe, das im Laufe der Jahrhunderte unter folgenden Namen geführt wurde:
1378 – Monchhouen, 1385 – Monchegehoue, 1424 – Monchenhofe, 1493 – Monichenhoff, 1528 – Munchhofen bzw. Münchhofen
1617 – Mönchenhöfe. Der Name bezeichnet dabei die Höfe (Gehöfte) der Mönche. Im 15. Jahrhundert gehört Mönchenhöfe zum Amt Schweinitz, wird diesem direkt unterstellt und galt damit nicht mehr als ritterlicher Lehnsitz. In der Zeit des Schmalkaldischen Krieges und der Schlacht bei Mühlberg hielten sich auch die Truppen des Kaiser Karl V. in der Gegend um Mönchenhöfe auf. Während des Dreißigjährigen Krieges wurde die Gegend durch Truppen von Gustav II. Adolf (Schweden) unter dem Kommando des General Johan Banér geplündert und niedergebrannt. Erst im Jahr 1653 wurde Mönchenhöfe und die umliegenden Orte wiederbesiedelt. Im Jahre 1713 waren 10 Hüfner, 3 Gärtner und 3 Neubauern in Mönchenhöfe ansässig. Im 18. Jahrhundert unterschied man die Größe des bäuerlichen Besitzes zwischen Hüfnern und Gärtnern ( Kossäten). Eine Hufe war in dieser Gegend ca. 100 Morgen groß, eine Gärtnernahrung war hier stets kleiner als eine Hufe. 1852 begannen erste Regulierungsmaßnahmen an der Schwarzen Elster, bereits 1873 wurden die Deiche am Fluss jedoch erneut erhöht. Nach verheerenden Flutkatastrophen in den Jahren 1926 und 1927, bei denen hier bis zu 144 Hektar Land unter Wasser standen, begann im Jahr 1928 die zweite groß angelegte Begradigung des Flussverlaufs. Im Jahr 1984 wird der historische Backofen, der sich in etwa in der Ortsmitte befindet, wiederhergestellt. 1987 wird Mönchenhöfe an Wasserver- und -entsorgung angeschlossen. Während des Elbehochwassers im Jahr 2002 sind auch die Deiche an der Schwarzen Elster durch das Hochwasser stark beansprucht, die Hochwasserwarnstufe 3 gilt mehrere Tage. Im November 2003 wird der Heimatverein, welcher zusammen mit der Freiwilligen Feuerwehr des Ortes Veranstaltungen organisiert, gegründet. Während des Elsterhochwassers von Oktober 2010 mit Unterbrechungen bis Januar 2011 wurden teilweise mehr als 200 Kameraden der Freiwilligen Feuerwehr, die Bundeswehr des Flugplatzes Holzdorf, und die Einwohner des Ortes in die Verteidigung der Deiche der Schwarzen Elster mit einbezogen.

## Freizeit und Tourismus
An Mönchenhöfe führt der etwa 108 Kilometer lange Schwarze-Elster-Radweg entlang. Prägend für das kulturelle Leben im Ort sind der örtliche Heimatverein sowie die Freiwillige Feuerwehr des Dorfes. Jährlich werden mehrmals Backofenfeste organisiert, bei welchen am rekonstruierten historischen, und unter Denkmalschutz stehenden Holzbackofen nicht nur Brot, sondern auch Stollen und je nach Anlass Schweinshaxe gebacken wird.

## Landschaft
Mönchenhöfe liegt direkt an der Schwarzen Elster. Etwa 5 Kilometer flussaufwärts befindet sich die Annaburger Heide. Diese wird vorwiegend militärisch als Truppenübungsplatz und auch forstwirtschaftlich genutzt. Bei der Annaburger Heide handelt es sich um Sandflächen mit großen waldbestandenen Dünenkomplexen. Im Unterschied zur flachen Elb- bzw. Elsteraue erreichen die Höhenunterschiede bis zu 26 m auf einem Niveau zwischen 75 und 101 m ü. NN. Die Altarme der Schwarzen Elster besitzen aus Sicht des Naturschutzes eine besondere Bedeutung. Bei diesen Gewässern handelt es sich auf dem Gebiet von Mönchenhöfe um die immer noch gut zu erkennenden alten Flussverläufe der Schwarzen Elster vor deren Begradigung.

## Wirtschaft und Infrastruktur

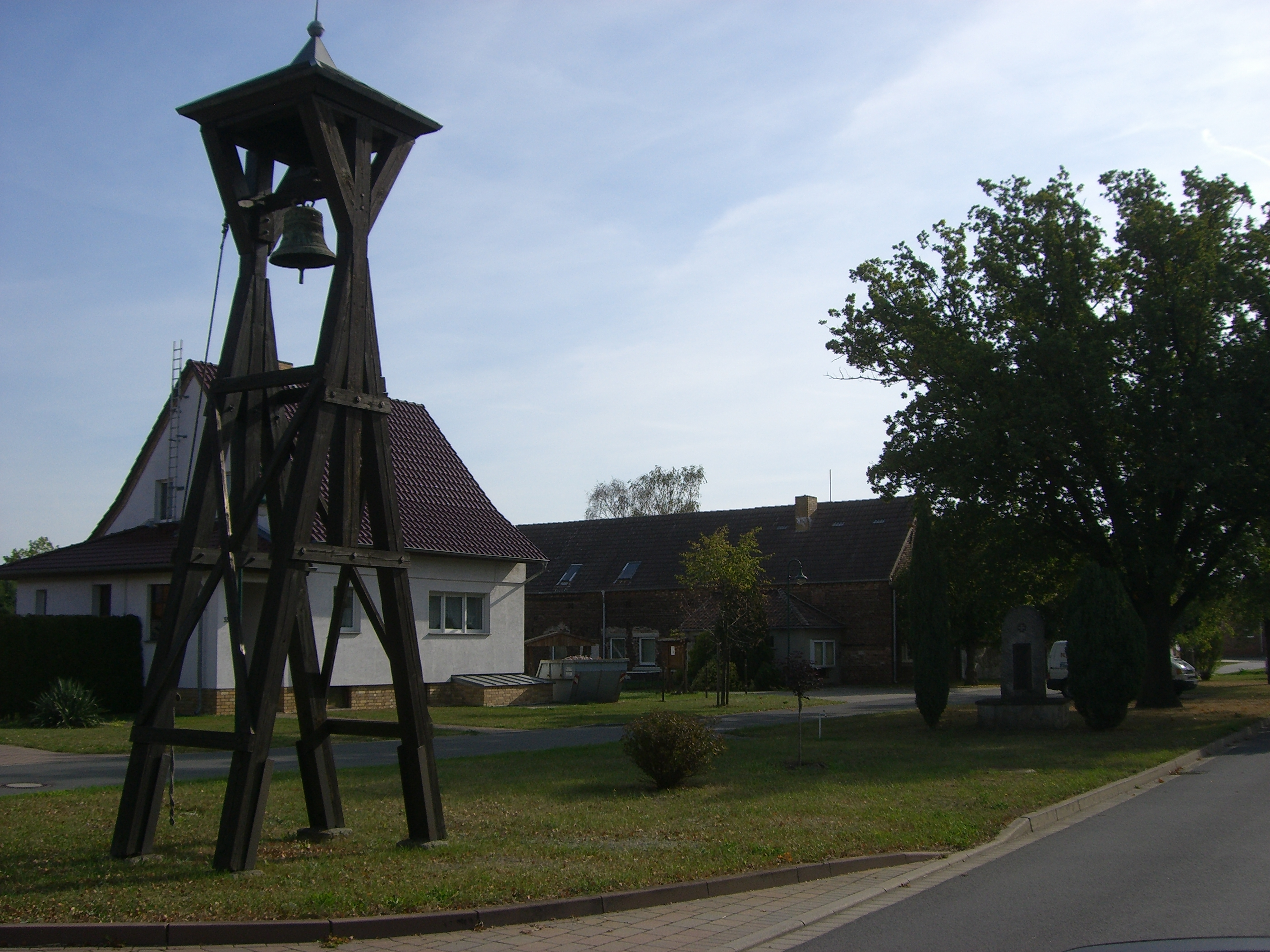
Glockenturm und Kriegerdenkmal in Mönchenhöfe

Die wichtigsten Arbeitgeber in der näheren Umgebung sind der 8 km entfernt gelegene Flugplatz Holzdorf, die in Annaburg befindliche Annaburger Nutzfahrzeug GmbH sowie die im Ort selbst ansässige Agrargenossenschaft Holzdorf / Elster.
Durch den Ort führt die Kreisstraße 2220, die diesen mit der Bundesstraße 187 verbindet. Die nächstgelegenen Bahnhöfe befinden sich in Holzdorf/Elster (Bahnlinie Jüterbog – Riesa), Annaburg (Bahnlinie Roßlau -Lutherstadt Wittenberg – Falkenberg / Elster) und Jessen/Elster (Bahnlinie Roßlau-Falkenberg / Elster).

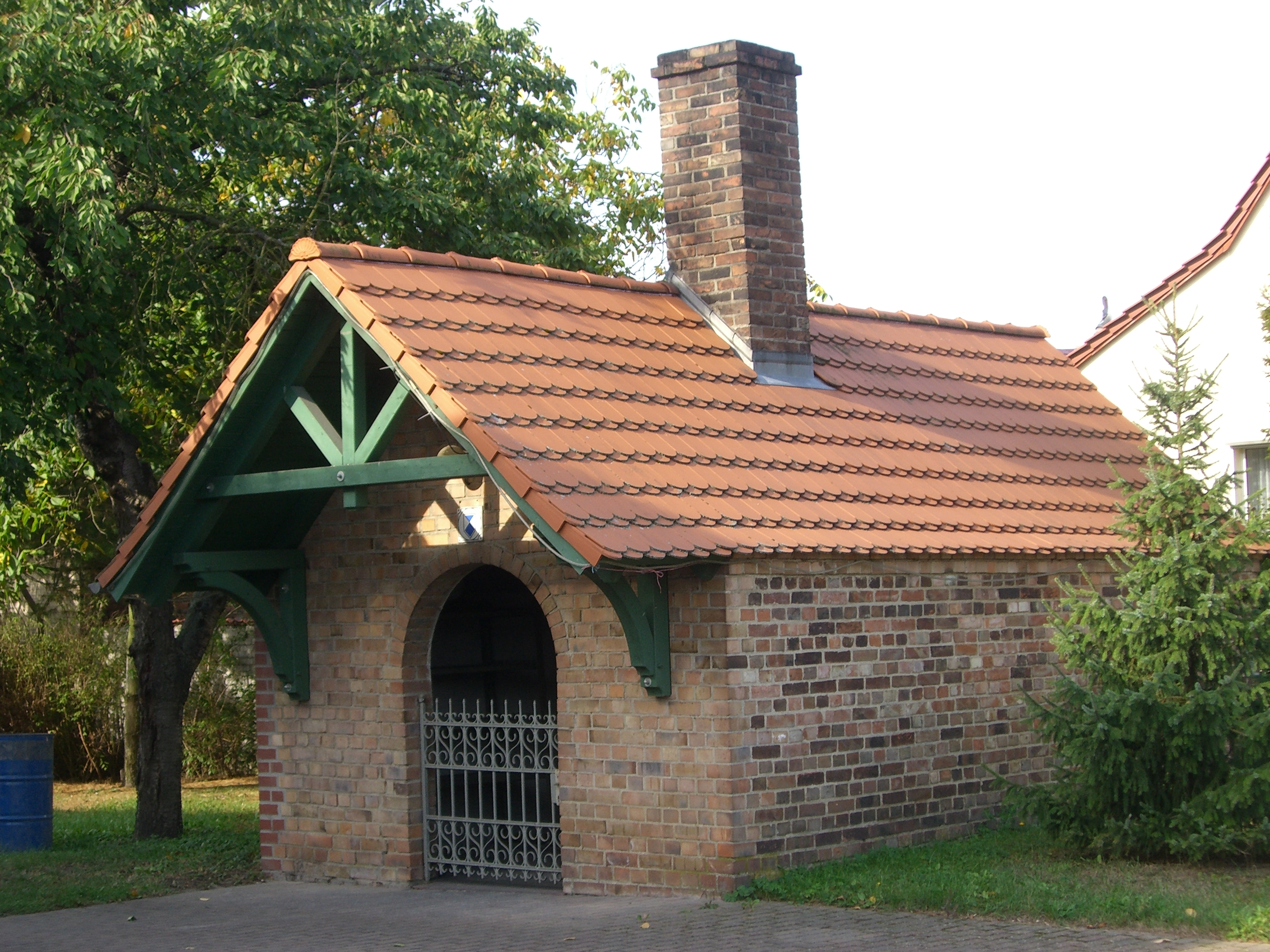
Rekonstruierter historischer Backofen in Mönchenhöfe

## Sehenswürdigkeiten
- Kriegerdenkmal zu Ehren der Gefallenen des Ersten und Zweiten Weltkrieges
- Glockenturm – Wahrzeichen des Ortes am Dorfanger
- rekonstruierter historischer Holzbackofen

## Bildung
Die Schüler des Ortes werden zurzeit in die Grundschule Schweinitz eingeschult. In Jessen befindet sich als weitere Bildungseinrichtung eine Sekundarschule, die den Status einer Ganztagsschule hat. Ebenfalls in Jessen besteht die Möglichkeit ab der 5. Klassenstufe das Gymnasium zu besuchen. Die nächstgelegenen Kindertagesstätten befinden sich in Holzdorf sowie in Annaburg. Seit dem Schuljahr 2011/2012 besteht außerdem die Möglichkeit, Kinder in die Evangelische Grundschule Holzdorf einschulen zu lassen.

## Medien
Als regionale Tageszeitung erscheint die Mitteldeutsche Zeitung mit einer Auflage von circa 205.000 Exemplaren. Kostenlos erscheinen wöchentlich die Anzeigenblätter Wochenspiegel und Super Sonntag. Monatlich gibt die Stadt Jessen das  Amtsblatt der Stadt Jessen heraus.